# 아침으로 가는 길
《아침으로 가는 길》은 한국의 경제학자이자 저술가, 정치가인 유시민의 저서이다. 현재 절판되었다.
책의 제목은 정희성의 시 <8.15를 위한 북소리>에서 따왔다.

## 주요 내용
저자는 서울대 프락치 사건의 전모를 밝히고, 저자를 비롯한 서울대생에게 씌워진 누명을 벗기고자 이 책을 썼다. 또한 3부에서는 대한민국 '양심수'의 현실을 밝힘으로써 그들의 인권을 보호할 것을 호소하고 있다. 3부는 원고지 300매 정도의 분량으로 유시민의 출옥 직전에 완성되었으나 단행본으로 출판하기에는 분량이 적어 미뤄지다가 이 책에 합쳐지게 되었다.

### 목차
1부는 재판기록과 진술서들, 그리고 저자의 기억을 바탕으로 재구성된 서울대 프락치 사건의 전말이다.
2부는 재판 과정에서 있었던 일들을 서술하고 있다.
3부는 M교도소에서 6일간에 걸쳐 경험한 일들을 서술하고 있다. '양심수'들이 당하고 있는 비인간적인 억압을 사실적으로 그리고 있다.
4부는 나머지 기록들을 정리하고 있다.

### 부록
- 서울대 '감금 폭행사건' 경찰 발표문

- 1심 판결문

- 항소이유서(윤호중,오재영,백태웅)

- 답변서(백태웅)

- 1심 최후진술(조원봉)

- 유시민의 항소이유서